# Лютая (приток Рессеты)
Лютая — река в России, протекает в Брянской и Калужской областях. Исток находится в Карачевском районе, у бывшей деревни Ивановские Дворы. В нижнем течении, вплоть до устья, по руслу реки проходит граница Брянской и Калужской областей. Устье реки расположено в 87 км по правому берегу реки Рессета. Длина реки составляет 20 км, площадь водосборного бассейна — 179 км².

## Данные водного реестра
По данным государственного водного реестра России относится к Окскому бассейновому округу, водохозяйственный участок реки — Ока от города Белёв до города Калуга, без рек Упа и Угра, речной подбассейн реки — бассейны притоков Оки до впадения Мокши. Речной бассейн реки — Ока.
Код объекта в государственном водном реестре — 09010100512110000019838.